# أوقستو دا كوستا
أوقستو دا كوستا (بالبرتغالية: Augusto da Costa‏) هو لاعب كرة قدم برازيلي، ولد في 22 أكتوبر 1920 في ريو دي جانيرو في البرازيل، وتوفي بنفس المكان في 1 مارس 2004. شارك مع منتخب البرازيل لكرة القدم. أما مع النوادي، فقد لعب مع نادي ساو كريستوفاو ونادي فاسكو دا غاما.

## وصلات خارجية
- أوقستو دا كوستا على موقع الاتحاد الدولي (مؤرشف)  (الإنجليزية)
- أوقستو دا كوستا على موقع قاعدة بيانات كرة القدم.إي يو (الإنجليزية)
- أوقستو دا كوستا على موقع ناشيونال فوتبول تيمز (الإنجليزية)
- أوقستو دا كوستا على موقع عالم كرة القدم.نت (الإنجليزية)